# Äkta målarmussla
Äkta målarmussla (Unio pictorum), tidigare allmän målarmussla, är en mussla som tillhör familjen målarmusslor. Den har ett avlångt skal, oftast dubbelt så långt som högt. Arten finns i bäckar och större åar, floder och sjöar, men ej i strömmande vatten. 
Namnet kommer från musslans historiska användningsområde som skål för konstnärers färger. Dess form och vita insida lämpar sig för ändamålet.
Äkta målarmussla är i Sverige tämligen sällsynt och finns i östra delarna av landet från Skåne till norra Uppland och sydöstra Dalarna. I 2015 års rödlistning upptogs den som nära hotad. IUCN listar den som livskraftig (lc).

## Bildgalleri

Unio pictorum deshayesii Höger klaff
Unio pictorum deshayesii Vänster klaff

Unio pictorum latirostris Höger klaff
Unio pictorum latirostris Vänster klaff